# Північна Буковина
Півні́чна Букови́на — історична назва південно-західного регіону України в Центральній Європі (північна частина  «австрійської» Буковини, Хотинщина, Герцаївшина). Сьогодні — Чернівецька область.

## Географічні межі
Географічно розташована в межах буковинського Прикарпаття та хотинської височини. Обмежується Перкалабою, Білим Черемошем, Черемошем та Колочином (на заході), Дністром (на півночі), Сочавою, Молницею, Герцою та Прутом (на півдні), Раковцем (на сході).

## Історія назви
Назва увійшла у вжиток на рубежі XIX-ХХ ст. в середовищі прогресивних громадських — політичних діячів Герцогства Буковина та Австро-Угорщини, які усвідомлювали необхідність та неминучість розділення за етнічною ознакою на той час Герцогства Буковина на українську північну Буковину та румунську південну Буковину.
Топонім Буковина офіційно увійшов у вжиток у другій половині XV ст., під час перебування краю у складі Молдовського князівства, витіснивши історичну назву Шипинська земля. Походить від слов'янського слова бук.